# Četnické humoresky
Četnické humoresky jsou český televizní seriál České televize z prostředí četnické pátrací stanice na brněnském venkově. Jeho děj se odehrává za doby první republiky, ve druhé polovině 30. let 20. století, přesněji cca od roku 1934 do roku 1938.
Seriál se zabývá osudy četníků z četnické pátrací stanice a zejména jednoho z nich, Karla Arazíma (Tomáš Töpfer) (v pozdějších fázích seriálu jejího velitele). Seriál vznikal převážně v prostorách brněnských studií České televize, četnická stanice je umístěna ve skutečných kasárnách v Brně. Seriál se však také natáčel v Kraji Vysočina, přesněji v židovské čtvrti v Třebíči, na zámku v Náměšti nad Oslavou, ve Štěpánově nad Svratkou, Bobrové, Jimramově, Boňově a Tasově a na řadě dalších míst (např. Olomouc, Jevíčko). 
Seriál kombinuje prvky detektivky a komedie. Kriminalistické zápletky v seriálu vycházejí ze skutečných kriminálních případů, které v archivech pro režiséra Antonína Moskalyka (mládí prožil ve Šlapanicích u Brna; zemřel v průběhu natáčení 3. řady) našel plukovník Michal Dlouhý, specialista na historii českého četnictva a kriminalistiky. Po smrti Antonína Moskalyka převzala režii jeho dcera Pavlína Moskalyková Solo.
Natáčení bylo zahájeno 17. srpna 1998 a následně vznikly tři řady seriálu. Čtvrtá řada již nebyla plánována, jelikož kasárna, kde měla seriálová brněnská pátračka sídlo, byla zbourána. Děj seriálu končí před nástupem 2. světové války, kdy Ludmila s dětmi, Klaudie s miminkem, Kamila Kliková, Elly Vienna a McGregor odlétají do Anglie. Původně má letět i Jarý, ale ten se rozhodl nenechat členy pátračky samotné a ještě než se letadlo odlepí od země, tak z něj vyskočí. Všichni četníci včetně Arazíma zůstávají v Brně ve službě.

V roce 2022 se povedlo vypátrat hrob skutečného četníka Josefa Arazima na okraji Hradce Králové, který se stal předlohou seriálové postavy Karla Arazíma.

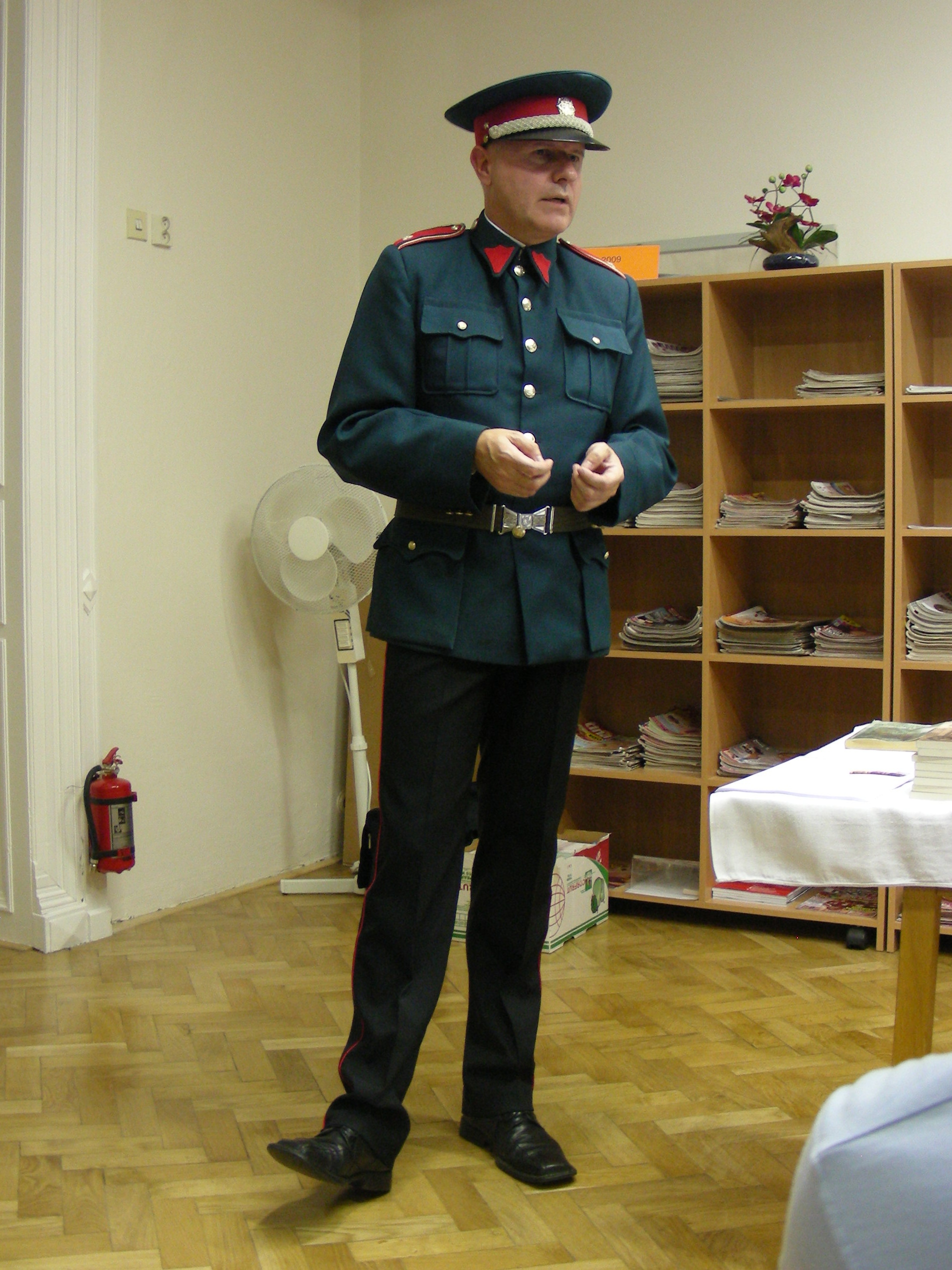
Spoluautor předlohy Michal Dlouhý v dobové uniformě

## Příslušníci Četnické pátrací stanice Brno
| Postava           | Hodnost, zařazení                                               | Herec              | Poznámky |
| ----------------- | --------------------------------------------------------------- | ------------------ | --- |
| Karel Arazím      | štábní strážmistr, praporčík, vrchní strážmistr                 | Tomáš Töpfer       | od 10. dílu vrchní strážmistr a tím pádem nový velitel Četnické pátrací stanice Brno |
| Bedřich Jarý      | strážmistr, štábní strážmistr                                   | Ivan Trojan        | od 10. dílu štábní strážmistr a zástupce velitele, později i jeho zeť |
| Václav Ryba       | štábní strážmistr, psovod                                       | Jan Apolenář       | nový psovod po smrti Toníčka, ve 31. díle odchází, mihne se ve 35. díle, ve 39. díle se vrací, aby se opět přihlásil ke službě |
| Václav Jaroš      | štábní strážmistr                                               | Jan Grygar         | kancelářský pracovník |
| Sláva Jiroušek    | štábní strážmistr, řidič                                        | Aleš Jarý          | † (zastřelen vrahem Kolínem přímo ve staniční kuchyni, když mu nešikovně vběhl do rány, skoná až v nemocnici) |
| Josef Ambrož      | praporčík                                                       | Zdeněk Junák       | |
| Karabela          | strážmistr                                                      | Martin Sláma       | poprvé se objevuje v díle „Beáta“, pak ve 20. díle nastoupil na ČPSB |
| František Řepa    | strážmistr, vrátný                                              | Ondřej Mikulášek   | |
| Antonín Šebestík  | strážmistr, psovod, in memoriam povýšen na štábního strážmistra | Pavel Doucek       | alias „Toníček“, † (zastřelen v 9. díle „Svatba“ bývalým četníkem Josefem Buzkem, když utíkal se dvěma dětmi do bezpečí mimo objekt) |
| František Zahálka | strážmistr                                                      | Erik Pardus        | nastoupil v 10. díle, ve 24. díle je převelen do Kružberku, vrací se v 28. díle, smolař; u žen mu to nevychází (první byla zavražděna, druhou musel z úcty k zákonům poslat do vězení, třetí ho odmítla), kamarádi si z něho neustále střílí a velitel ho pořád sekýruje |
| Franta            | strážmistr, vrátný                                              | Karel Riegel       | v 9. díle těžce zraněn Josefem Buzkem, po vyléčení ve 14. díle povýšen na štábního strážmistra a převelen na Podkarpatskou Rus, aby řídil tamní stanici |
| Čeněk Němec       | štábní strážmistr, praporčík, fotograf a technik                | František Švihlík  | od 25. dílu praporčík |
| Jan Turko         | praporčík                                                       | Stanislav Zindulka | v 16. díle odchází do penze, respektive zastat funkci hospodáře na svém rodinném statku za nemohoucí rodiče, vrací se ve 39. díle „Epilog“, aby se opět přihlásil ke službě                                                                                              |
| Jaroslav Šiktanc  | vrchní strážmistr                                               | Petr Kostka        | původní velitel ČPSB, který později přenechá místo Karlu Arazímovi a odchází do důchodu |
| Leopold Skrčílek  | praporčík                                                       | Viktor Preiss      | řečený „Leo“, zástupce velitele ČPSB, vystupuje v 31., 32., a 39. díle |
| psi Argo a Kikina |                                                                 |                    | |

## Ostatní postavy a epizodní postavy

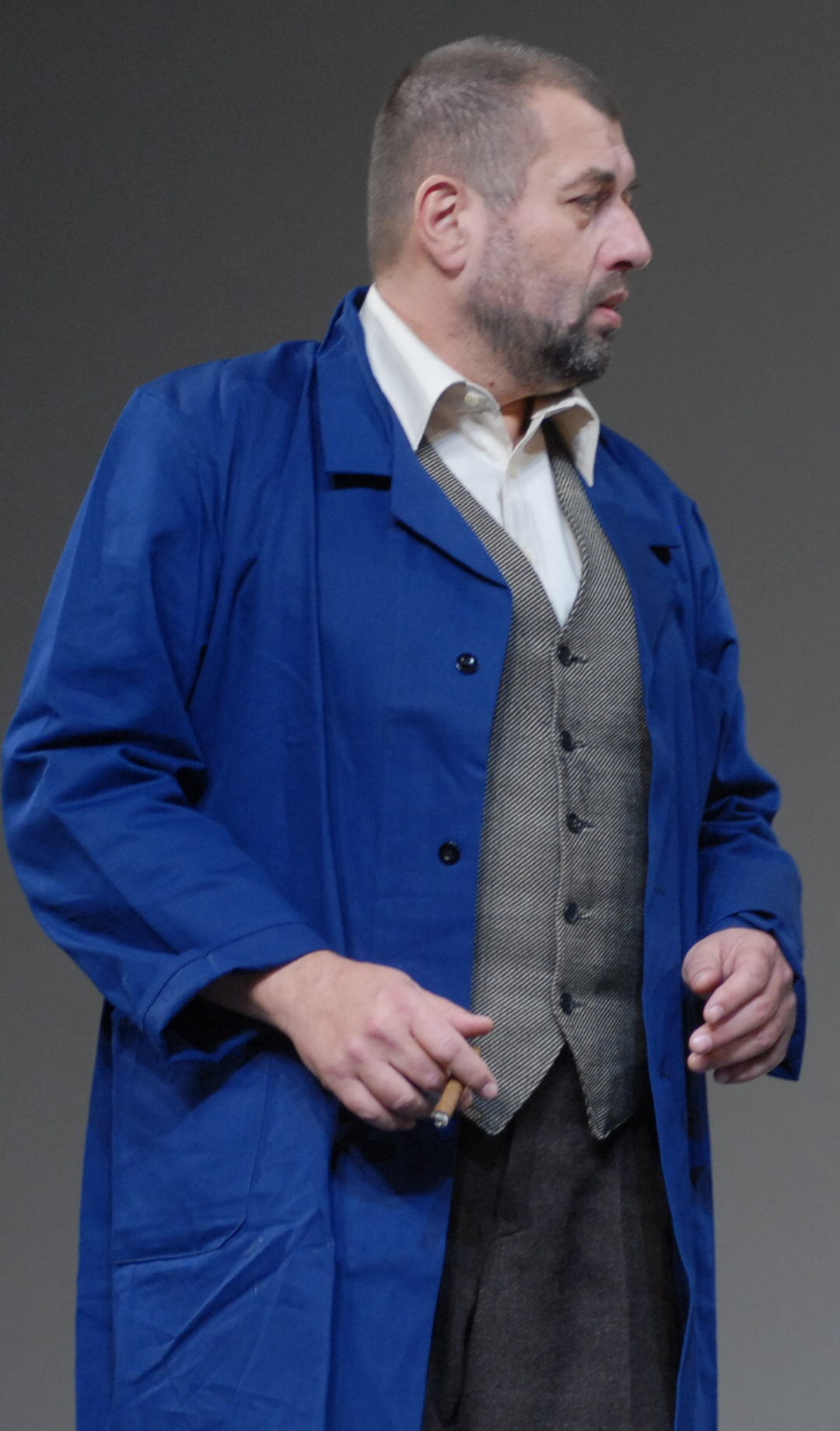
Zdeněk Junák, který v seriálu ztvárnil praporčíka Josefa Ambrože

- Klaudie (Olga Krasko) – dcera vrchního Arazíma a ruské kněžny Lydie Ivanovny, jeho první velké lásky, kterou Arazím poznal, když byl v legiích; později manželka Bedřicha Jarého
- Anděla Uhlířová, později Rybová (Andrea Elsnerová) – kuchařka na pátračce, všichni ji milují (hlavně pro to jídlo), nastávající manželka psovoda Toníčka Šebestíka, ten je však před svatbou zastřelen, Anděla se nakonec provdá za nového psovoda Václava Rybu
- Ludmila Horká, později Arazímová (Alena Antalová) – květinářka, později manželka Arazíma
- Joseph McGregor (Ivan G'Vera) – nevlastní bratr Ludmily, žije v Americe, kde dostal i občanství, rozený Josef Řehoř
- Vladěna Šiktancová (Zdena Herfortová) – manželka vrchního strážmistra Šiktance
- Růžena Uhlířová (Irena Poledníková) – matka Anděly Rybové, vdova po zabitém manželovi ve Velké válce, stará se dáma o statek, zpočátku brání svatbě Anděly a Toníčka, nakonec po přímluvě praporčíka Arazíma svolí
- sestřička Hanička (Jitka Čvančarová) – sestřička v nemocnici, milenka Karabely a Zahálky
- soudní lékař (Ladislav Cigánek)
- Hugo Líbal (Miroslav Donutil) – fotograf ve fotoateliéru Líbal, obchodní partner Ludmily Arazímové
- Kamila Kliková vdaná Klimszová (Tatiana Vilhelmová) – vlezlá a ctižádostivá novinářka, původem z bohaté rodiny, vzala si Hermana Klimszu (Jan Hrušínský), když vyšlo najevo v posledním díle 2. řady, že je to kolaborant, chtěla se s ním rozvést, Herman se předtím ale zastřelil. Těsně před smrtí napsal prohlášení, že materiály o kolaboraci s ním spojené jsou podvrh.
- Karla Formánková, roz. Peřinová (Libuše Šafránková) – lidmi známá hlavně jako “Karlička”, pracuje v nemocnici, dokončuje studium medicíny, zákonná manželka Jaromíra Formánka, krátce Arazímova přítelkyně
- Ondra Formánek (František Černín) – syn Karličky, jeho zálibou je sběr známek a snaha najít otce
- JUDr. Peřina (Luděk Munzar) – otec Karličky, advokát, má na starosti i dědické řízení po manželovi Kamily Klikové
- Anna Peřinová (Věra Galatíková) – matka Karličky
- Blaženka Rájecká (Vlasta Peterková) – po Andělce kuchařka na pátračce, později manželka Čeňka Němce
- Jindřiška Patová (Dana Batulková) – švadlena a majitelka modiství, milenka štábního Slávy Jirouška
- Elly Vienna (Ivana Vaňková) – operní pěvkyně
- Vendula Chromáková (Carmen Mayerová) – obětavá hospodyně a bona u manželů Arazímových
- Kylián Pádlo (Marek Vašut) – ministr vnitra ČSR, poté šéf tajné služby
- Zoula (Jiří Schwarz) – slepec, pomocník v fotoateliéru Líbal
- podplukovník Kostroun (Karel Janský) – Arazímův přítel z velitelství
- zemský velitel (Jaroslav Dufek) – zemský velitel četnictva na velitelství v Brně
- Herr Kugel (Petr Rychlý) – úhlavní kolaborant připravující německou okupaci První ČSR, kolega a blízký přítel Hermana Klimszy, je to primární antagonista třetí série
- Kotrba (Pavel Zedníček) – pekařský pomahač z nedaleké vesnice, vystupuje ve 3. a 27. díle, zloděj, neboť ukradl paní Menšíkové včelí úly, aby z onoho medu vyráběl medovinu; Menšíková je jeho nemesis, ta ale nakonec obnoví jeho uzavřenou pekárnu, a budou ji společně vést
- Matylda Menšíková (Jiřina Bohdalová) – hysterická starší žena a spiritistka z nedaleké vesnice, s Kotrbou se nemají v lásce, protože jí kdysi ukradl úly se včelami kvůli medovině (objevuje se ve dvou dílech)
- Madame Mary Vostrá (Alena Konopíková) – majitelka jednoho z brněnských nevěstinců a budovy, kde mají Líbal a Ludmila fotoateliér a květinářství.
- Madame Gizela (Veronika Freimanová) – další majitelka nevěstince, která se vydává za uherskou grófku, aby se mohla provdat za, sice chudého, ale společensky dobře postaveného, hraběte Koutníka (Oldřich Vízner) a získat tak skutečný šlechtický titul
- Rozálie Mašková (Valerie Zawadská) – typická černá vdova, po svatbě své novomanžele jednak otráví, jednak vyinkasuje jejich peníze
- Pavel Kožíšek (kouzelník) – Kouzelník v klubu díl 28 Rýhonosec řepný.
- Josef Buzek (David Matásek) – vystupuje pouze v 9. díle; bývalý četník, vrah čtyř četníků a jednoho náhodného civilisty, mj. zastřelil i strážmistra Antonína Šebestíka zvaného “Toníček” v předvečer jeho svatby, sám je pak zastřelen praporčíkem Arazímem
- vrchní strážmistr Pták (Miloš Vávra) – velitel četnické stanice v Kružberku, vystupuje pouze ve 28. díle “Rýhonosec řepný”
- štábní strážmistr Karel Holý (Antonín Navrátil) – dříve velitel četnické stanice v Moravskoslezském pohraničí. Po zabrání Sudet Poláky ho přijmou jako posilu na pátračce do Brna. Je těžce zraněn při přestřelce s henleinovci a převezen do nemocnice.
- Velkouzenář František Satoranský (Jiří Schmitzer) – majitel továrny uzenin, objevuje se v 6. díle "Směšný vrah", kde obětí vraždy se stane jeho žena Evženie Satoranská
- Drbohlav (Libor Zavislan) – vesnický blázen a deviant, objevuje se v 6. díle "Směšný vrah"

## Vysílání
| Řada | Díly | Premiéra       | Premiéra           |
| Řada | Díly | První díl      | Poslední díl       |
| ---- | ---- | -------------- | ------------------ |
| 1    | 13   | 4. ledna 2001  | 29. března 2001    |
| 2    | 13   | 3. dubna 2003  | 26. června 2003    |
| 3    | 13   | 31. srpna 2007 | 23. listopadu 2007 |